# Прохорово (Армізонський район)
Про́хорово (рос. Прохорово) — село у складі Армізонського району Тюменської області, Росія.
Населення — 370 осіб (2010, 461 у 2002).
Національний склад станом на 2002 рік:
- росіяни — 88 %